# Gloeosporidiella nobilis
Gloeosporidiella nobilis är en svampart som först beskrevs av Pier Andrea Saccardo, och fick sitt nu gällande namn av B. Sutton 1980. Gloeosporidiella nobilis ingår i släktet Gloeosporidiella och familjen Dermateaceae.   Inga underarter finns listade i Catalogue of Life.